# Ласкони, Елена
Елена Валерика Ласкони (рум. Elena Valerica Lasconi; род. 20 апреля 1972, Хацег, Хунедоара) — румынский политический деятель. Председатель либеральной партии «Союз спасения Румынии» (ССР) с 26 июня 2024 года по 5 мая 2025 года. Мэр (примар) города Кымпулунг с 2020 года. Кандидат на президентских выборах 24 ноября 2024 года.

## Биография
Родилась 20 апреля 1972 года в городе Хацег в жудеце Хунедоара.
В 1990 году окончила среднюю школу «Сабин Драгой» (Liceul Pedagogic "Sabin Drăgoi") в городе Дева, административном центре жудеца Хунедоара.
Окончила в 2001 году Экономическую академию (ASE) в Бухаресте. Получила профессию экономиста в области управления бизнесом в торговле и туризме.
В 2007 году получила сертификат Национального центра обучения и повышения квалификации тренеров (Centrul Național de Formare și Perfectionare a Antrenorilor, CNFPA) как оценщик профессиональных компетенций.
С 1995 по 1996 год работала программным директором и ведущей шоу на радио Radio T5 ABC в городе Хацег.
С 1996 года по март 2020 года работала ведущей новостей, продюсером, репортёром и военным корреспондентом на телеканале Pro TV. Освещала Косовскую войну, Измитское землетрясение 17 августа 1999 года, войну в Афганистане.
В 2013 году стала победителем кулинарного реалити-шоу с участием звёзд «МастерШеф» (; Pro TV). Половину приза (25 тысяч евро) пожертвовала в фонд OvidiuRO. Снялась в реалити-шоу с участием звёзд «Я знаменитость, заберите меня отсюда!» (Sunt celebru, scoate-mă de aici!; Pro TV, 2015), съёмки которого прошли в Национальном парке Крюгера в ЮАР, и в реалити-шоу с участием звёзд «Ферма» (Ferma vedetelor; Pro TV, 2016). Успешно участвовала в телеигре «Форт Боярд» (Pro TV, 8 октября 2017), выигрыш от которой также пожертвовала на благотворительность.
По результатам выборов в местные органы власти 27 сентября 2020 года избрана мэром (примаром) города Кымпулунг в жудеце Арджеш, победив действующего примара Ливиу Тарою (Liviu Ţâroiu) от Социал-демократической партии. Вступила в должность 19 октября. Переизбрана на выборах 9 июня 2024 года.
26 июня 2024 года избрана председателем партии. Доминик Фриц, примар города Тимишоара снял свою кандидатуру в её пользу. Получила 68,14 % голосов. Сменила Кэтэлин Друлэ, который ушёл в отставку после объявления плохих для ССР результатов выборов в Европейский парламент и в местные органы власти, которые прошли одновременно 9 июня.
На партийном съезде ССР 29 июня выдвинута кандидатом в президенты страны. Её кандидатуру поддержали 94,31 % делегатов съезда. Официально допущена к выборам Центральным избирательным бюро Румынии.
Возглавила партийный список на парламентских выборах 1 декабря 2024 года.
5 мая 2025 года объявила об уходе с поста лидера «Союза спасения Румынии» вследствие неудовлетворительных результатов в первом туре повторных президентских выборов.
Помимо родного румынского, владеет английским языком и основами французского языка.

## Личная жизнь
Имеет дочь Оану от первого брака.
В 2012 году вышла замуж за Кэтэлина Теодора Джорджеску (Cătălin Teodor Georgescu).